# Каран Сингх II
Каран Сингх II (хинди करण सिंह द्वितीय; 7 января 1584 — март 1628) — махарана Мевара (1620—1628). Он был одним из сыновей Махараны Амара Сингха I и внуком Махараны Пратапа. Ему, в свою очередь, наследовал его сын Джагат Сингх I. Он наследовал своему отцу 26 января 1620 года в возрасте 36 лет.

## Биография
Представитель раджпутского клана Сисодия. После восшествия на престол он провел несколько реформ. Кроме того, были расширены дворцы и укреплены оборонительные сооружения. Он правил в относительно мирные времена, и Мевар процветал под его правлением. Он также отремонтировал джайнский храм в Ранакпуре в 1621 году. В том же году он направил некоторые силы для поддержки сикхов во время битвы при Рохилле. Будучи индусом, он внес большой вклад в развитие дхармических верований, таких как джайнская вера, а также в развитие веры сикхов.
Известно, что во время правления Раны Каран Сингха было проведено много строительных работ. Он построил водные канавы, которые тянулись вдоль всех стен озера Пичола. В эти канавы поступали ливневые и переливные воды из озера Пичола и направлялись в озеро Удай-Сагар, откуда вода использовалась для орошения. Среди сооружений в городе Удайпур он построил Гол-махал и купол во дворце на острове Джагмандир, а также резервуар в Кришна-Нивасе.